# Panier à trois points
Pour les articles homonymes, voir Panier.

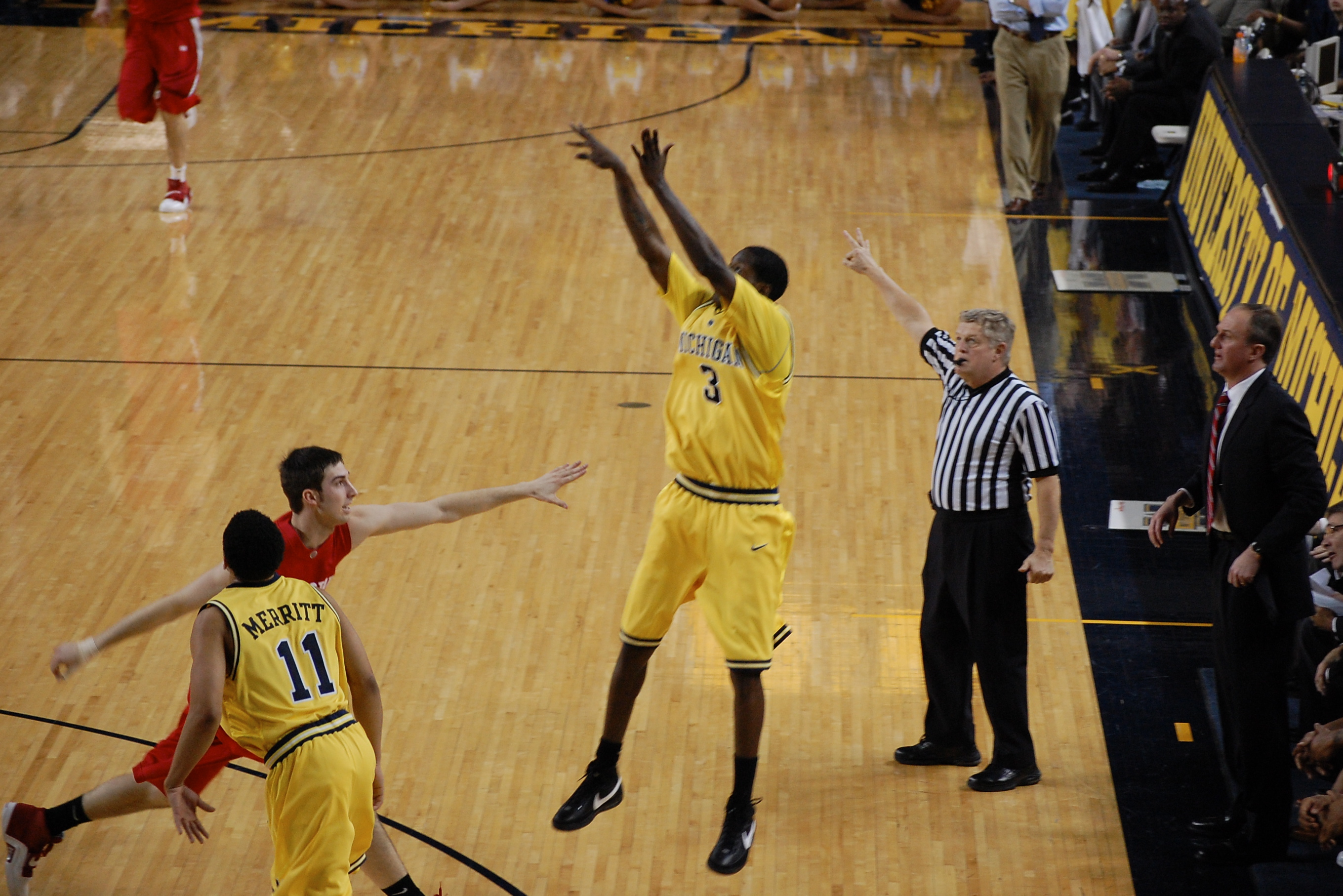
L'arbitre signale que le tir tenté est à 3 points.

Au basket-ball, le panier à trois points est un tir réussi à longue distance, derrière une ligne placée selon les règles internationales de la FIBA actuellement à 6,75 m, à 7,23 m selon les règles de la NBA et est passé à 6,75 m en NCAA.
La distance a varié à plusieurs reprises selon les époques et les types de compétition. La FIBA a fait passer la distance à 6,75 m en 2012 (2010 pour les compétitions internationales).

## Histoire de la règle

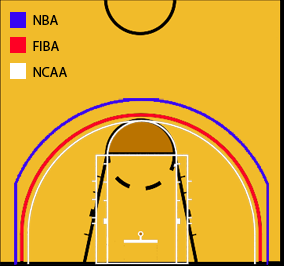
Schéma approximatif des trois lignes avant 2010.

La règle du panier à trois points est testée pour la première fois en 1933 sur l'idée d'Herman Sayger (en) (Tiffin, Ohio) au lycée de Tiffin. La règle est essayée pour la première fois chez les universitaires en 1945 pour le match NCAA entre les Lions de Columbia et les Rams de Fordham. Mais, ce sont les ligues professionnelles qui l'inscrivent les premières dans leurs règles permanentes. L'éphémère American Basketball League (1961–1963) (en) le fait dès 1961 et l'Eastern Professional Basketball League suit dès la saison 1963-1964. Mais le tir à 3 points est surtout popularisé par l'American Basketball Association, qui l'introduit en 1968 et en fait — avec le slam dunk — un de ses thèmes majeurs de sa promotion dans les années 1970. Ce n'est que pour la saison NBA 1979-1980 que la NBA adopte sous la direction de Larry O’Brien la règle, d'abord provisoirement pour un an. Le premier panier à trois points de la NBA est inscrit le 12 octobre 1979 par un joueur des Celtics de Boston Chris Ford au Boston GardenLa FIBA adopte également ce principe en 1984.
En NCAA, la Southern Conference fut la première conférence à adopter les trois points en 1980 (à 22 pieds), imitée avec des variantes au cours de cinq années suivantes par d'autres conférences, avant que la NCAA généralise cette règle en plaçant à 19 pieds et 9 pouces (6,02 m) en 1986. En 2007, la NCAA décide d'éloigner la ligne à 20 pieds et 9 pouces (environ 6,33 m) pour le début de la saison 2008-2009, la NCAA féminine gardant l'ancienne distance pour ses compétitions.
Inquiète de la chute d'adresse des joueurs, la NBA a rapproché la ligne durant les trois saisons 1994-1995, 1995-1996 et 1996-1997 de sa distance habituelle de 7,23 m (23 pieds et 9 pouces) à 6,70 m (22 pieds). Dennis Scott en profite pour établir un nouveau record du nombre de paniers réussis dans la saison : 267 en 1995-1996, battu ultérieurement. Mais au bout de ces trois saisons, la NBA revient à la distance originelle de 7,23 m.

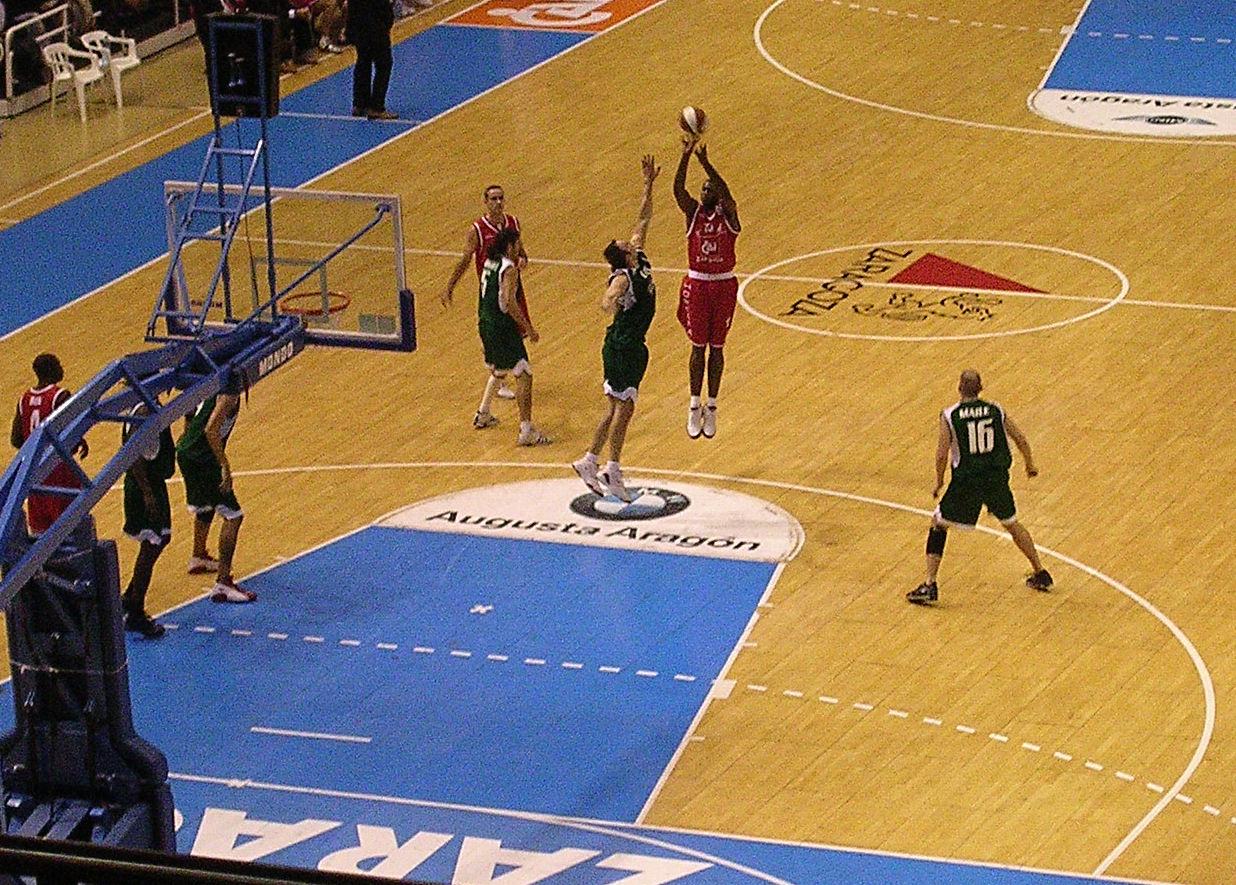
La ligne des trois est à 6.25 m selon les règles FIBA avant 2010.

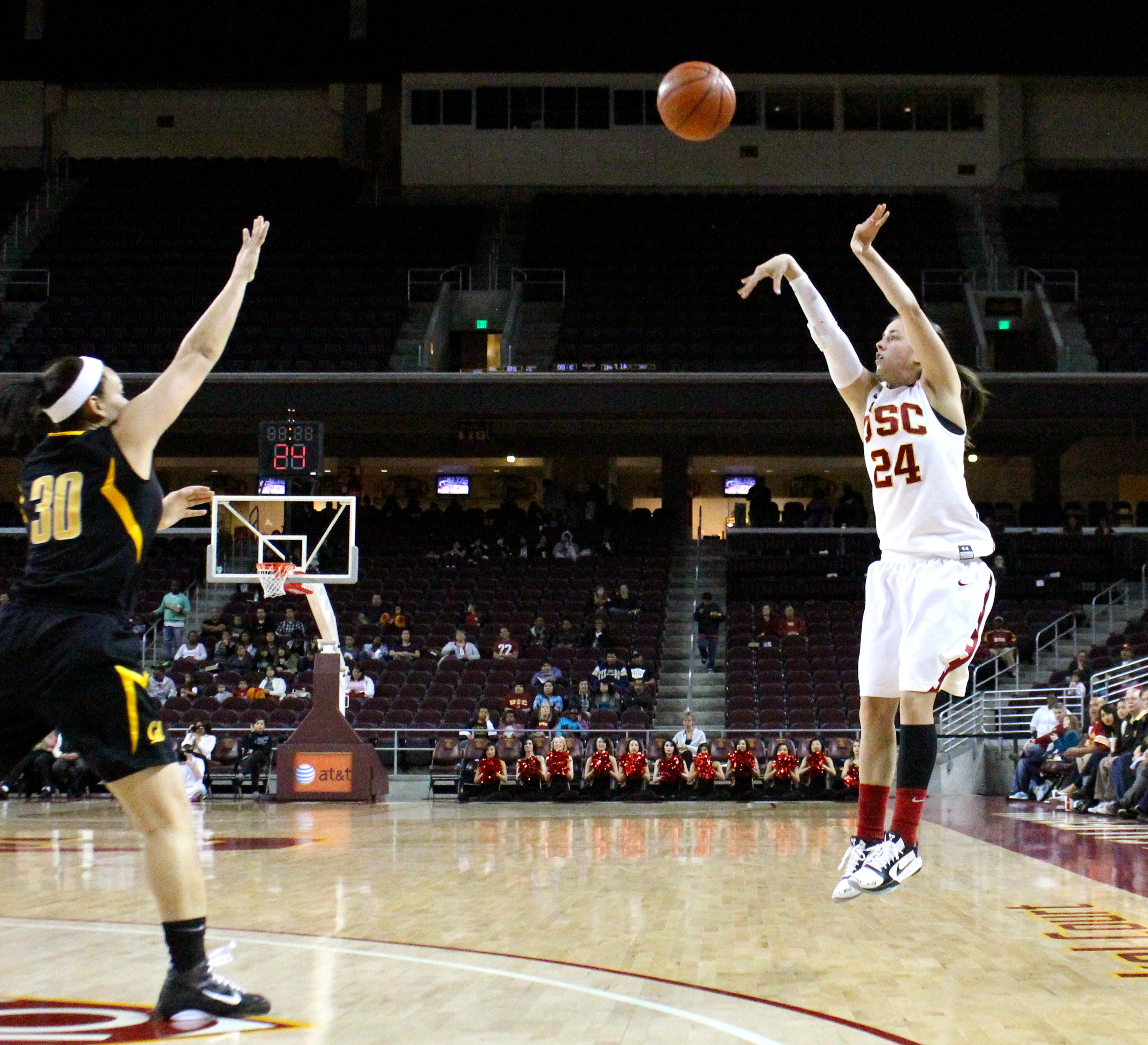
Tir à 3 points en NCAA.

Après l'avoir fixée à de 6,25 m (20 pieds et 6 pouces) en 1984, la FIBA adopte en 2008 un éloignement de la distance de la ligne des trois points à 6,75 m (22 pieds et 2 pouces), adoptée pour les compétitions professionnelles dès la saison 2010-2011 et à tous les niveaux pour la saison 2012-2013. Cette distance avait été testée pour la première fois à l’Open McDonald's (tournoi opposant équipes FIBA et NBA) de 1987 à Milwaukee.

## Validité du tir
Pour qu'un tir soit considéré comme comptant trois points, le tireur doit prendre ses deux appuis à l'extérieur de la ligne des trois points (sans mordre sur la ligne), mais il est autorisé qu'il soit en suspension et qu'il retombe en deçà de la ligne. L'arbitre signale alors la validité de la tentative de tir en levant un bras avec trois doigts ouverts. Il lève le second bras avec trois doigts ouverts si le panier est marqué. Dans certains cas, la NBA prévoit un contrôle vidéo de la nature du tir, tout comme la NCAA. En cas de faute sur le tireur pendant son tir alors qu'il est derrière la ligne des trois points, le tireur se voit accorder trois lancers-francs ou, si le panier est réussi, un lancer-franc en plus des trois points : il est donc possible de marquer quatre points sur la même action.

## Tracé de la ligne
Sur un terrain règlementaire de 28 mètres sur 15, la ligne des 3 points de 6,25 m forme un arc de cercle jusqu'à la ligne de fond. Toutefois, en passant à une distance de 6,75 m, il ne resterait plus dans les coins du terrain que 75 centimètres au tireur. L'arc de cercle est donc stoppé à 2,99 m de la ligne de fond (4 mètres dans le cas d'un terrain de format réduit à 26 mètres sur 14) pour se prolonger en une ligne droite jusqu'à la ligne de fond de manière à laisser un espace minimal de 90 cm au tireur entre la ligne de touche et la ligne des trois points.
En NBA, la ligne des trois points s'étend de la même manière sur un arc de cercle ayant son centre sur l'arceau et se prolonge sur 14 pieds avec deux lignes parallèles afin qu'il reste 3 pieds (91 cm) entre la ligne des trois points et la ligne de touche. Ainsi la distance de 7,23 m est-elle plus faible vers les coins du terrains, jusqu'à 22 pieds (6,71 m) à 5 pieds et 3 pouces (1,60 m) de la ligne de fond.
Depuis la saison 2013, la WNBA adopte la distance FIBA de 6,75 m (22′ 2″) au lieu de 6,25 m (20′ 6″) précédemment.
En août 2024, la ligue masculine des Philippines est la première à instaurer une ligne pour le panier à quatre points avec une ligne à 8,23 m.

## Influence sur le jeu
Le run and gun est une stratégie parfois utilisée dans les équipes de basket notamment en NBA avec les Warriors de Golden State et leur coach Steve Kerr.

## Records

### Records NBA

#### Record en carrière
Ray Allen détient le record du nombre de paniers tentés sur une carrière avec 7 429 tentatives. Stephen Curry détient depuis le 15 décembre 2021, le nombre de paniers réussis avec 2 974 tirs primés .
Steve Kerr détient le meilleur pourcentage à trois points en carrière avec 45,4 % de réussite en carrière.

#### Record en saison
Lors de la saison 2015-2016, Stephen Curry, des Warriors de Golden State, bat son propre record de trois points inscrits établi alors lors de la saison 2014-2015 avec 402 tirs primés (avec plus de 45 % de réussite) en 79 matches de saison régulière.
Le meilleur pourcentage à trois-points sur une saison est détenu par Kyle Korver avec 54,364 % lors de la saison 2009-2010.

#### Records en match
Stephen Curry détenait également le record NBA des trois points inscrits en un match avec 13 réussites sur 17 tirs tentés le 7 novembre 2016 face aux New Orleans Pelicans. Ce record est battu par son coéquipier Klay Thompson avec 14 trois points inscrits contre les Bulls de Chicago, le 30 octobre 2018.
Ty Lawson des Nuggets de Denver détient lui le record du nombre de tirs à 3 points primés sans échec avec 100 % de réussite sur 10 tirs tentés le 9 avril 2011. Inversement, Brook Lopez détient le record du plus grand nombre de tirs tentés sans aucune réussite avec 12 échecs le 23 novembre 2018.

#### Records en finale
Stephen Curry détient le record de paniers à trois points réussis (28) pendant une série de finales NBA.
Lors du deuxième match des finales NBA 2018, Stephen Curry avec les Warriors de Golden State bat le record du nombre de panier à trois points inscrits avec 9 tirs réussis sur 17. Auparavant, avec 8 tirs réussis sur 11 (dont 7 en première mi-temps), Ray Allen établissait lors du deuxième match des finales 2010 deux nouveaux records de paniers réussis dans un match de finales NBA. Le précédent record, 7 réussites, était détenu conjointement par Kenny Smith, Scottie Pippen et lui-même. Kenny Smith avait réalisé cette performance le 7 juin 1995 lors du premier match de la série opposant son club des Rockets de Houston au Magic d'Orlando; Scottie Pippen inscrit ses sept paniers avec les Bulls de Chicago le 6 juin 1997 lors du troisième match de la série contre le Jazz de l'Utah; Ray Allen réussit ses sept tirs à trois points le 17 juin 2008 lors du sixième match de la série opposant les Celtics aux Lakers. Ses 7 tirs réussis sur 8 en première mi-temps surpassent les 6 réussis par Michael Jordan en 1992 contre Portland et par Kenny Smith en 1995 contre Orlando.

### Records WNBA

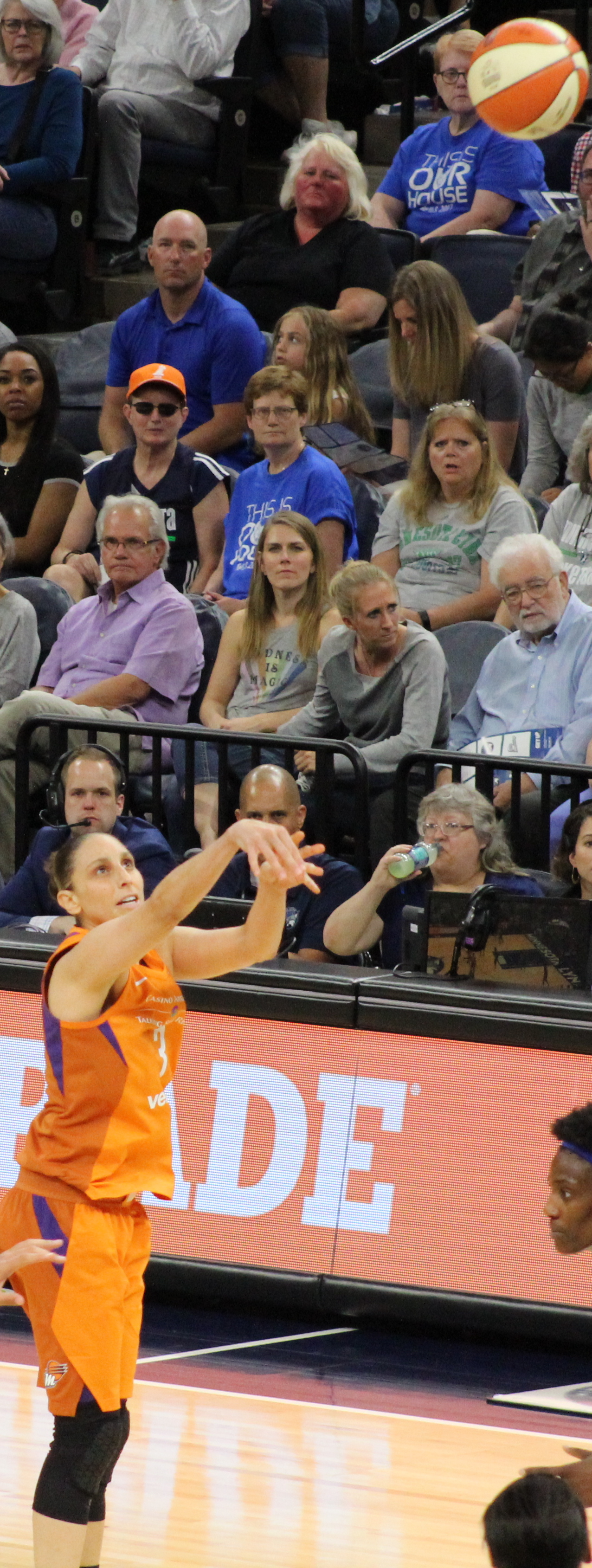
Diana Taurasi au tir.

La meilleure adresse (avec au moins 100 réussites) est imputée à Jennifer Azzi.
La meilleure performance individuelle revient à Tamika Catchings, alors rookie du Fever de l'Indiana, qui réussit six tirs réussis sans échec lors de la défaite après prolongation face au Miracle d'Orlando le 3 juillet 2002.
Lors de la première rencontre de la saison 2018, Diana Taurasi devient la première joueuse de la WNBA à inscrire 1 000 paniers à trois points.

### Record en championnat de France
Le 25 avril 2015, Darnell Harris bat le vieux record de réussite de tirs à trois points de la LNB détenu par Jurij Zdovc de huit tirs primés sans échec, établi le 20 octobre 1992 avec l'équipe de l'OLB Orléans, pour réussir neuf face à Limoges, qui n'avait été approché jusqu'ici que par Chris King (PSG Racing) le 12 février 2000 contre Châlons-en-Champagne et Laurent Legname (Hyères Toulon Var Basket) le 19 novembre 2005 contre Rouen.

### Autres records
Le Suédois Marcus Eriksson réussit 62 tirs consécutifs à l'entraînement en 2014.
Stephen Curry, quant à lui, a réussi 77 tirs consécutifs (et 94/100) à l’entraînement le 15 avril 2015. Le 15 janvier 2017, le double MVP termine 47/50 à 3 points à l'entraînement.
Et le 27 décembre 2020, il réussira, depuis le corner, 105 paniers à 3 points consécutifs en à peine plus de 5 minutes.